# Estádio Mary Terán de Weiss

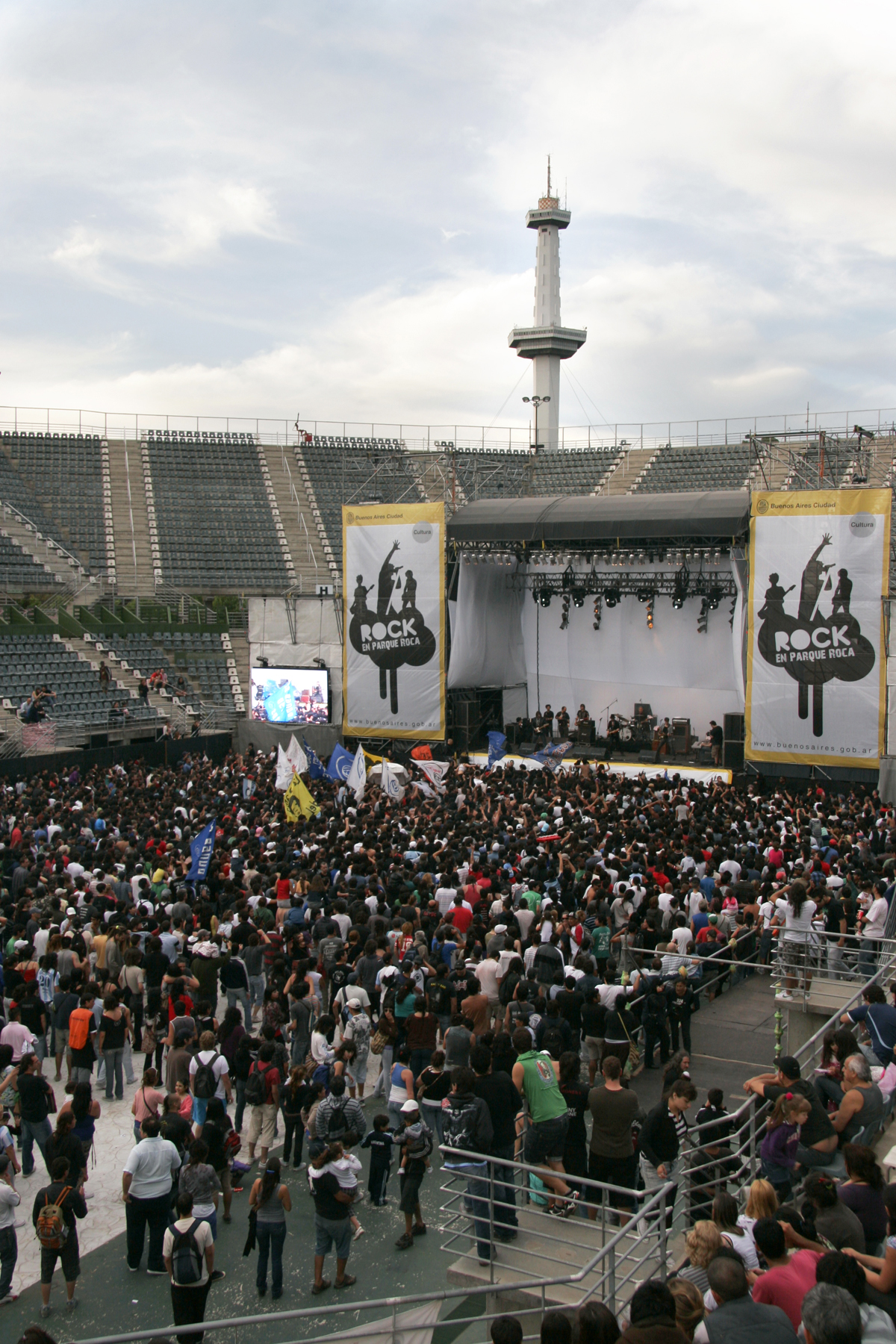
Evento de Rock no estádio conhecido como Parque Roca

O Estádio Mary Terán de Weiss (em castelhano:  Estadio Mary Terán de Weiss), mais conhecido como Parque Roca, é um estádio multiusos de Buenos Aires, Argentina. Localiza-se na Avenida Roca, no bairro de Villa Soldati. Foi inaugurado em Setembro de 2006 com capacidade para 14.510 espectadores.

## Características
Inaugurado em 2006, o Estádio Mary Terán de Weiss homenageia no seu nome Mary  Terán  de  Weiss, a primeira tenista argentina de projecção internacional. tem sido sede da Copa  Davis em Ténis, recebendo-a logo no seu ano de inauguração com a meia-final entre Argentina e Austrália.
Atualmente tem capacidade para 14.510 espectadores sem zonas cobertas, mas futuramente será ampliado para mais de 15.000 lugares, recebendo ainda um teto retrátil. Além de tênis,a arena é multiuso podendo  sediar de esportes a outros eventos como shows,exposições e feiras, e quando a cobertura retrátil estiver pronta, os concertos também poderão lá fazer-se.
É uma das sedes dos Jogos Olímpicos da Juventude de 2018,aonde sediará o tênis e a cerimônia de encerramento.

### Ciudad del Básquet
O governo de Buenos Aires assinou um acordo com a Confederação Argentina de Basquetebol para que quando o teto da arena esteja pronto,a Arena será a sede oficial dos Jogos da seleção argentina. As obras da cobertura do Estádio iniciaram no segundo semestre de 2015.

### Eventos
- Jogos Sul-Americanos de 2006[11]

- Copa Davis de 2006[5]

- Copa Davis de 2008[12]

- Copa Davis de 2009[13]

- Copa Davis de 2011[14]

- Copa Davis de 2012[15]

- Copa Davis de 2013[16][17]

- Jogos Olímpicos de Verão da Juventude de 2018[7]